# Nils Engfeldt
Nils Olof Engfeldt, född 7 maj 1881 i Malmö, död 19 juni 1946 i Johannes församling, Stockholm, var en svensk apotekare. Han var far till Åke Engfeldt.
Nils Engfeldt var son till kyrkoherden i Vanstad och Tolånga Jöns Olsson Engfeldt. Han avlade studentexamen i Ystad 1900, inträdde på apotekarbanan samma år och avlade farmacie kandidatexamen 1903 och apotekarexamen 1909. Engfeldt var föreståndare för filialapoteket vid Veterinärhögskolan 1911–1928 och var samtidigt laborator i kemi vid samma högskola. Samtidigt studerade han vid Stockholms högskola, blev filosofie licentiat 1918 och filosofie doktor 1921 samt var docent i biokemi 1921–1941. Åren 1928–1929 var Engfeldt föreståndare för garnisonsapoteket i Stockholm, och var från 1930 innehavare av apoteket Mården i Stockholm samt filialapoteket vid Veterinärhögskolan, varutöver han 1930–1939 var instruktionsapotekare. Engfeldt utgav ett trettiotal vetenskapliga arbeten inom den fysiologiska och farmaceutiska kemin, bland annat doktorsavhandlingen Beiträge zur Kenntnis der Biochemie der Acetonkörper (1920). Han är begraven på Norra begravningsplatsen utanför Stockholm.